# پارک ملی شیروان
پارک ملی شیروان (به لاتین: Shirvan National Park) یک پارک ملی در جمهوری آذربایجان است که در شهرستان سالیان واقع شده‌است.